# Foho Tatamailau
Foho Tatamailau lub Mont Ramelau – szczyt na wyspie Timor, w paśmie Kordyliera Centralna. Jest najwyższym szczytem Timoru Wschodniego. W czasach kolonialnych był uznawany za najwyższy szczyt Portugalii.